# Wapen van Noorderzijlvest

Wapen van Noorderzijlvest

Het wapen van Noorderzijlvest werd op 15 augustus 1998 per Koninklijk Besluit aan het Nederlandse waterschap Noorderzijlvest toegekend. Het wapen is gebaseerd op de wapens van Winsumer- en Schaphalsterzijlvest en Hunsingo. Het eerste is het oudste waterschap van Groningen en vormde de basis voor meerdere waterschappen in de regio. Ook in de vlag van Noorderzijlvest komen de symbolen uit het wapen terug.

## Blazoenering
De blazoenering van het wapen luidt als volgt:
Doorsneden door een golvende dwarsbalk, golvend doorsneden van sinopel en zilver; I in zilver twee klaverbladvormig ingeschulpte harten van keel; II in sinopel een lelie van zilver. Het schild gedekt met een gouden kroon van vijf bladeren en gehouden door twee leeuwen van goud, getongd en genageld van keel.
Het wapen is golvend doorsneden, in het midden een golvende dwarsbalk onder van zilver en boven van groen. Het schildhoofd is zilver met daarop twee rode harten met in de bovenzijde een klaverbladvormige uitsnede. De schildvoet is groen met daarop een zilveren Franse lelie. Aan weerszijden van het schild een schildhouder in de vorm van een gouden leeuw met rode tong en nagels. 

## Symboliek
De wapenstukken hebben de volgende symbolische betekenissen:
- Harten, de harten kunnen ook gezien worden als pompeblêd, in dat geval staan zij voor de reinheid van het water en voor de Ommelanden. De ingesneden klavers staan symbool voor de landbouw in het gebied. De pompeblêden komen uit het wapen van Ommelanderzeedijk;
- Lelie, de lelie staat symbool voor Maria. De lelie verwijst tevens naar het klooster Mariënkamp dat van groot belang is geweest in de omgeving van Assen;
- Schildhouders, deze stonden in het oorspronkelijke en door de Hoge Raad van Adel afgekeurde ontwerp van het wapen van de Winsumer- en Schaephalster Zijlvest (de Hoge Raad van Adel vond in 1819 het waterschap te klein voor dergelijke versieringen) en in de wapens van de beide provincies Groningen en Drenthe.

## Vergelijkbare wapens

Het wapen van Drenthe
Het wapen van Groningen
Het wapen van het Winsumer- en Schaphalsterzijlvest
Het wapen van Winsum
Het wapen van Hunsingo
Het wapen van Adorp
Het wapen van Aduarder-Zijlvest